# Dobroslav Chrobák

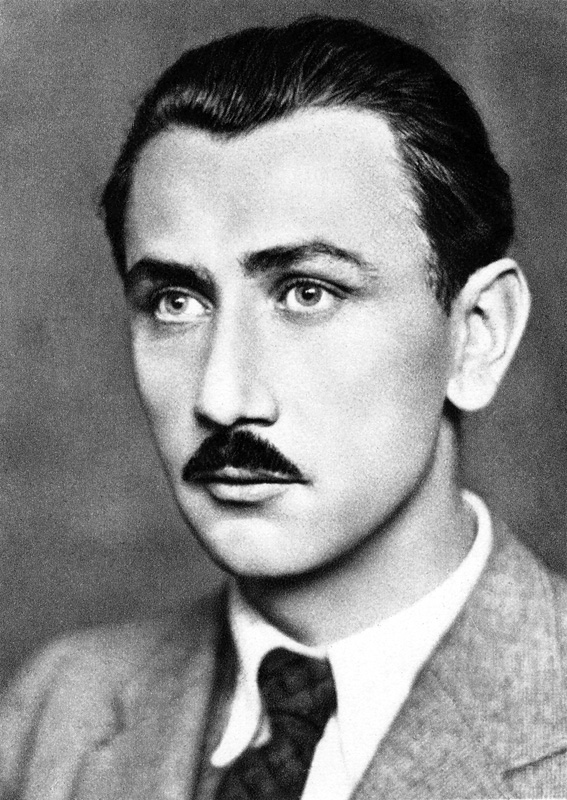
Dobroslav Chrobák (1937)

Dobroslav Chrobák (* 16. Februar 1907 in Hybe, Österreich-Ungarn, heute Slowakei; † 16. Mai 1951 in Bratislava, Tschechoslowakei) war ein slowakischer naturalistischer Schriftsteller, Essayist, Publizist und Literaturkritiker.

## Leben
Chrobák studierte an den Gymnasien von Rožňava und Liptovský Mikuláš. Schon während seiner Studien in Liptovský Mikuláš debütierte er als 17-Jähriger mit der Erzählung Les (Wald). Auch an der Tschechischen Technischen Universität in Prag beschäftigte er sich mit der Literatur, bevor er 1934 die Studien dort abschloss. Nach der Rückkehr in die Slowakei arbeitete er zunächst als Hochschulprofessor, dann als Redakteur beim Tschechoslowakischen Rundfunk und war in seinen letzten Jahren der Leiter für den slowakischen Landesteil.
Er starb in Bratislava an Krebsgeschwulst und ist im Geburtsort Hybe begraben.

## Werke
- 1924 – Les (Wald), Erzählung
- 1925 – Náraz priam centrický (Zentrischer Anprall), Erzählung
- 1930 – Holé steny (Bloße Wände), Fragment
- 1931 – Dva kamenné dni (Zwei steinerne Tage), Novelle-Skizze
- 1931 – Ábel Orphanides, Fragment
- 1931 – Slovenský literárny almanach (Slowakischer Literatur-Almanach)
- 1932 – Rukoväť dejín slovenskej literatúry, ein Schulnachschlagewerk der slowakischen Schriftstellern
- 1932 – Ábel Jariabek, Fragment
- 1934 – Šľachtické hniezdo (Ein Adelsnest), Übersetzung des Werks von I. S. Turgenew
- 1937 – Kamarát Jašek (Kamerad Jašek), Sammlung Erzählungen und Novellen, Buchdebüt
- 1943 – Drak sa vracia (Der Drache kehrt zurück), romanartige Novelle